# Amyema seemeniana
Amyema seemeniana är en tvåhjärtbladig växtart. Amyema seemeniana ingår i släktet Amyema och familjen Loranthaceae.

## Underarter
Arten delas in i följande underarter:
- A. s. flexuosum
- A. s. melastomatifolium
- A. s. seemeniana